# Association catholique de la jeunesse française
L’Association catholique de la jeunesse française (ACJF), fondée en 1886 par le légitimiste Albert de Mun, opposé au libéralisme comme au socialisme et défenseur des réformes sociales dans une optique conservatrice et corporatiste, et dissoute par l'épiscopat français en 1956.

## De 1886 à 1914

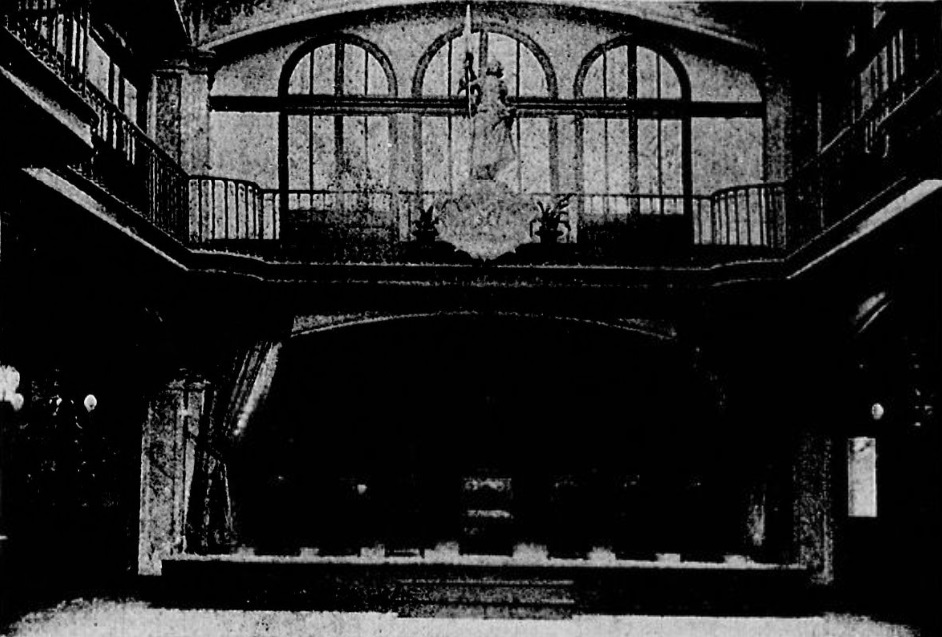
Photo du siège en 1909, 76 rue des Saints-Pères (6e arrondissement de Paris).

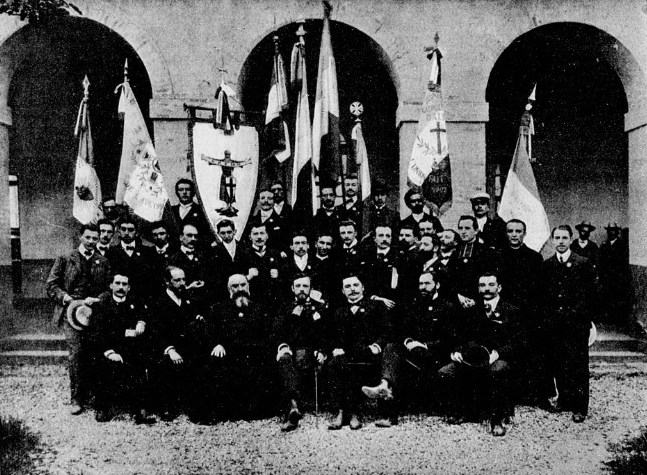
Les dirigeants de l'ACJF lors du congrès d'Albi (1905).

L'Association catholique de la jeunesse française regroupe cinq mouvements spécialisés : la Jeunesse ouvrière chrétienne (JOC), la Jeunesse agricole catholique (JAC), la Jeunesse étudiante chrétienne (JEC), la Jeunesse maritime chrétienne (JMC) et la Jeunesse indépendante chrétienne (JIC).
Organisée en groupes locaux et en fédérations régionales, elle connaît un développement rapide à la fin du XIXe siècle et à la Belle Époque : de 1 500 adhérents à son premier congrès, à Angers, en 1887, regroupés en une centaine de groupes en 1898, elle passe à 140 000 adhérents en 1914; organisés en 3 000 groupes. Son premier aumônier est le P. Charles Maignen qui critique plus tard son orientation et sera renvoyé.

## De l'entre-deux-guerres à laIVeRépublique
Ses positions évoluent pendant l'entre-deux-guerres vers celles du catholicisme social et de la démocratie chrétienne. Elle a fourni de nombreux cadres et hommes politiques aux partis d'inspiration démocrate-chrétienne : PDP, MRP, CDS...
Entre 1926 et 1930, elle se transforme profondément: la constitution de mouvements spécialisés par milieu de vie étend son influence et en fait l’expression la plus accomplie de l'Action catholique. La JOC devient l'une des branches de l'ACJF, rejointe bientôt par la JAC (Jeunesse agricole catholique), la JEC (Jeunesse étudiante chrétienne), la JMC (Jeunesse maritime chrétienne) puis la JIC (Jeunesse indépendante chrétienne, pour les milieux de l’artisanat et du commerce).
Sous Vichy, certains de ses anciens dirigeants rejoignent les collaborationnistes, comme Xavier Vallat, tandis que d'autres rejoignent la Résistance, comme François Valentin - après avoir dirigé jusqu'en 1942 la Légion française des combattants créée par Vallat - ou Edmond Michelet. L’association, sous la houlette d'Albert Gortais et de Maurice-René Simonnet, réunit ses conseils nationaux à Lyon en janvier 1941 et en janvier 1942 puis à Avignon en mars 1943 et à Montmartre en novembre 1943, y évoquant notamment la lutte contre les idéologies nazie et maurrassienne. Après avoir été tentée de participer à sa manière au redressement de la France en 1940-1942, l’ACJF évolue en définitive vers un soutien voire un engagement en faveur de la Résistance.
En 1954, des conflits éclatent entre la JOC, la JEC et l'ACJF. En 1956, elle est dissoute par l'épiscopat français.

## Liste des présidents
- Comte Robert de Roquefeuil de 1886 à 1897[2].
- Henry Reverdy de 1898 à 1899[2].
- Henri Bazire de 1899 à 1904[2].
- Jean Lerolle de 1905 à 1909[2].
- Pierre Gerlier de 1909 à 1913[2].
- Alexandre Souriac de 1914 à 1922[2], Victor Bucaille étant vice-président.
- Charles Flory de 1922 à 1926[2]. Georges Bidault est alors vice-président.
- François de Menthon de 1926 à 1929[2].
- Jacques Courel de 1930 à 1933[2].
- André Debray de 1933 à 1935[2].
- Marc Scherer
- André Colin de 1936 à 1939.
- Pierre-Henri Teitgen
- Maurice-René Simonnet
- Alain Barrière
- Roger Lavialle de 1949 à 1954.
- André Vial de 1954 à 1956.

| Portrait                                                                  | Identité                            | Période | Période | Durée |
| Portrait                                                                  | Identité                            | Début   | Fin     | Durée |
| ------------------------------------------------------------------------- | ----------------------------------- | ------- | ------- | ----- |
| Henry Reverdy                                                             | Henry Reverdy (1866 - 1950)         | 1898    | 1899    | 1 an  |
| Henri Bazire                                                              | Henri Bazire (1873 - 1919)          | 1899    | 1904    | 5 ans |
| Jean Lerolle, 1905.                                                       | Jean Lerolle (1873 - 1962)          | 1905    | 1909    | 4 ans |
| Pierre Gerlier                                                            | Pierre Gerlier (1880 - 1965)        | 1909    | 1913    | 4 ans |
| Charles Flory                                                             | Charles Flory (1890 - 1981)         | 1922    | 1926    | 4 ans |
| François de Menthon                                                       | François de Menthon (1900 - 1984)   | 1926    | 1929    | 3 ans |
| André Colin                                                               | André Colin (1910 - 1978)           | 1936    | 1939    | 3 ans |
| Pierre-Henri Teitgen                                                      | Pierre-Henri Teitgen (1908 - 1997)  |         |         |       |
| Pas de portrait sous licence libre disponible pour André Debray.          | André Debray (1905 - 1954)          |         |         |       |
| Pas de portrait sous licence libre disponible pour Marc Scherer.          | Marc Scherer (1908 - 1980)          |         |         |       |
| Pas de portrait sous licence libre disponible pour Maurice-René Simonnet. | Maurice-René Simonnet (1919 - 1988) |         |         |       |

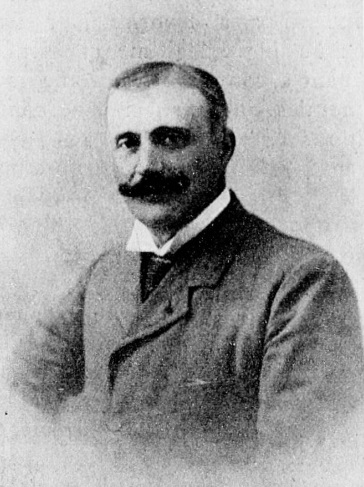
Robert de Roquefeuil, premier président de l'A.C.J.F (1886-1897).
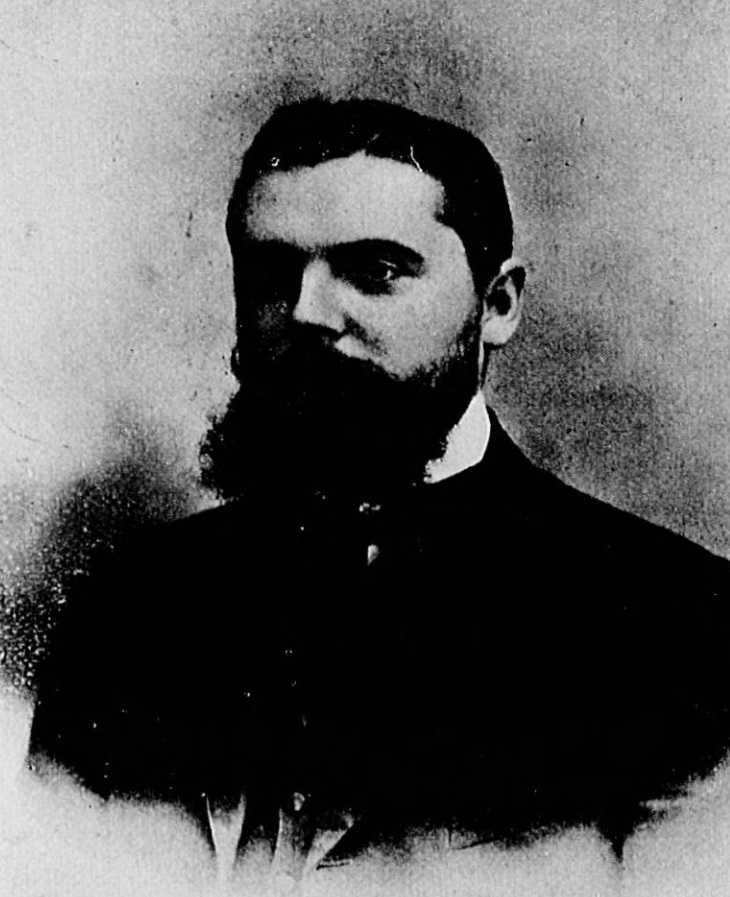
Alexandre Souriac, président de 1914 à 1922.

- Victor Bucaille en a été le vice-président.

## Archives
- Inventaire du fonds d'archives de l'Association Catholique de la Jeunesse Française conservé à La contemporaine.